# Dromologia
Dromologia é a ciência (ou a lógica) que estuda os efeitos da velocidade na sociedade. 
Pode ser também qualificada como o estudo dos impactos culturais e sociais produzidos pelas novas tecnologias.
Este termo foi criado pelo filósofo francês Paul Virilio.